# 円載
円載（えんさい、生年不詳 － 元慶元年（877年））は、平安時代前期の天台宗の僧。出身は大和国。

## 来歴
幼い頃から日本天台宗の祖最澄に師事し、838年（承和5年）天台座主円澄の天台宗義に関する疑問50条を携えて唐に渡った。天台山広修・維蠲（いけん）の「唐決」を得て弟子の仁好（にんこう）に託して日本に送った。その後も唐に残り学識を持って宣宗の帰依を受け、また、855年（斉衡2年）円珍とともに長安青龍寺法全（はっぜん）から灌頂を受けた。この間、日本の朝廷から2度にわたり黄金の送金を受けていた。
864年（貞観6年）、真如法親王（高岳親王）や宗叡が長安に到着。在唐30余年になる円載の手配により、長安西明寺に案内された。
877年（元慶元年）、日本へ帰る途中にて船が難破し、遭難死。

## 「破戒僧」として
なお、唐に滞在している間に破戒悪行があったとも伝えられている。円珍「行歴抄」では、円載との確執が描写されている。「行歴抄」では、円載が神羅の僧を雇い、毒薬で円修を殺害しようとしたが成功しなかったこと、宿で悪言を吐いたこと、円載が円珍の妨害をなしたことなどが書かれている。
円載は、唐滞在中に会昌の廃仏に遭遇し、他の多くの僧と同様に強制的に還俗させられており、妻子も持った。これが「破戒悪行」として日本に伝わった可能性もある。同時期に唐に滞在していた円仁も同様に還俗させられている（円仁が再度剃髪したのは帰国する直前のことであった。また円仁は円載とちがって無事帰国を果たしている）。
佐伯有清は、円珍の円載評価については、確執もあり、割り引いて考量する方が適切との見方をしている。